# Dementia Ad Vitam
Dementia Ad Vitam ist eine französische Band aus Saint-Étienne, die sich dem Neofolk, der Dark-Wave-Variante Neoklassik sowie dem Industrial-Ableger Dark Ambient verschrieben hat.

## Geschichte
Gegründet wurde die Band im Jahr 2005. 2008 erschien das Debütalbum Spirit of the Trees auf dem französischen Musiklabel Occultum Productions, womit Dementia Ad Vitam quasi Labelkollegen von Wedard wurden. Mit zwei Jahren Latenz veröffentlichte Naturmacht Productions aus Deutschland das Zweitwerk De Gaïa, Le Poison …, weitere vier Jahre später folgte L'Éloge De L'Origine über Pest Productions aus der Volksrepublik China.

## Stil
Der gewählten Stile entsprechend setzt die Band vor allem auf „Klavier, Keyboard-Streicher und verwandte Instrumente“. Sprache der Wahl für die Texte ist französisch.

## Rezeption
Bei einer Rezension zum Zweitwerk wurden insbesondere eine „fehlende Atmosphäre“ und ein „nahezu omnipräsentes Klavier“ reklamiert. Vor diesem Hintergrund wurde beispielsweise der Song „L’Epilogue Funèbre“ als „Yann Tiersen meets „Harry Potter“-Soundtrack“ beschrieben.
Eine gegensätzliche Haltung zeigte sich beispielsweise zum dritten Album L'Éloge De L'Origine. Die Band sei ein „sehr interessantes Neoklassik-, Neofolk-, Ambient-Project“ (englisch „very interesting neoclassical neofolk ambient project“) und das Album eine „ernsthafte Empfehlung für Freunde dunkler, melancholischer, atmosphärischer Musik“ (englisch „great recommendation to lovers of dark melancholic atmospheric music“).

## Diskografie
- 2008: Spirit of the Trees (Occultum Productions)
- 2010: De Gaïa, Le Poison … (Naturmacht Productions)
- 2014: L'Éloge De L'Origine (Pest Productions)